# Micol Fontana
Micol Fontana (Traversetolo, 8 novembre 1913 – Roma, 12 giugno 2015) è stata una stilista e imprenditrice italiana.
È celebre per aver fondato, insieme alle sue sorelle Zoe e Giovanna, l'atelier romano di alta moda Sorelle Fontana.

## Biografia
Micol Fontana nacque l'8 novembre del 1913 a Traversetolo, un piccolo paese collinare in provincia di Parma da Giovanni Fontana e Amabile Dalcò. Lavorò fin da ragazza, nella sartoria di famiglia, con le sorelle e la mamma Amabile. Trasferitasi a Roma ancora giovane, con le sorelle Zoe e Giovanna, inizialmente lavorò sotto padrone a causa della forte povertà, fino a quando il suo datore di lavoro si accorse della sua straordinaria dote e le affidò il compito di confezionare gli abiti da sera per la cliente più prestigiosa della boutique. Grazie a questa cliente successivamente fondò Sorelle Fontana, celebre casa di alta moda, che avrebbe poi vestito le più famose dive degli anni cinquanta, sessanta e settanta.
Nel 1953 contribuì a fondare, insieme alle sorelle e ad altri grandi nomi dell'epoca (tra cui Emilio Schuberth, Alberto Fabiani, Vincenzo Ferdinandi, Jole Veneziani, Giovannelli-Sciarra, Mingolini-Guggenheim, Eleonora Garnett, Simonetta), il SIAM - Sindacato Italiano Alta Moda, in disaccordo con il co-fondatore dell'Alta Moda in Italia il nobile fiorentino Giovanni Battista Giorgini. I "secessionisti", come vennero chiamati, erano gli stilisti che polemicamente facevano sfilare le loro creazioni nei propri atelier a Roma, due giorni prima delle sfilate di Palazzo Pitti a Firenze.
Micol Fontana si sposò due volte. Il primo marito si rivelò, come le aveva annunciato la madre, un fannullone, buono a nulla che era solo interessato al denaro e ad avere molte donne ai suoi piedi; con lui Micol generò la prima e unica figlia, Maria Paola, deceduta prematuramente in tenera età negli anni quaranta per aver contratto il tifo in Calabria bevendo acqua non potabile. Dopo il tragico avvenimento, aveva deciso di non lavorare più e di ritirarsi a vita privata, ma grazie all'aiuto dell'uomo che poi sarebbe diventato l'amore della sua vita e dell'amica Linda Christian, la diva di Hollywood, riprese a lavorare con le sorelle e da lì intraprese un nuovo percorso, cioè il rinnovarsi della bottega, cominciando a produrre abiti già confezionati in modo tale da permettere a qualsiasi donna di portare un abito con marchio Sorelle Fontana. Negli anni '90 Micol fondò l'associazione che porta il suo nome e aprì una sede dove vi erano le loro raffinatissime creazioni, in mostra a tutti.
Nel 2013 festeggiò il suo centesimo compleanno; all'evento erano presenti il sindaco di Roma, Ignazio Marino, e altre istituzioni.
Morì il 12 giugno 2015 all'età di 101 anni nella sua casa romana per cause naturali.

## L'Atelier Sorelle Fontana: moda e cinema
Micol con le sorelle fu una pioniera aprendo la strada alla moda italiana nel mondo e diventando un esempio per gli stilisti che si sono poi succeduti nel settore dell'abbigliamento.
Le creazioni delle sorelle Fontana sono state spesso utilizzate dalle più celebri dive e nei set cinematografici hollywoodiani e italiani.

## LaFondazione Micol Fontana
Dopo la morte delle sorelle, Micol ha istituito la Micol Fontana, una fondazione dal 1994 a suo nome che però raccoglie l'eredità e tutte le esperienze di lavoro con le meravigliose creazioni di Alta Moda dell'azienda di famiglia, creata assieme alle sorelle.

## Archivio
L'archivio delle Sorelle Fontana è conservato presso la Fondazione Micol Fontana ed è stato dichiarato di notevole interesse storico nel maggio 2002 dalla Soprintendenza Archivistica per il Lazio. Nel fondo sono conservati figurini-bozzetti originali e per costumi cinematografici, fotografie, articoli, registrazioni audio e video, riconoscimenti italiani e internazionali.

## Riferimenti nell'intrattenimento
La stilista è stata interpretata da Alessandra Mastronardi nella miniserie televisiva Atelier Fontana - Le sorelle della moda del 2011. Micol Fontana ha contribuito come consulente alla fiction e ha fatto un cammeo nei panni di sé stessa nel prologo e nell'epilogo.